# Левате
Лева̀те (на италиански: Levate; на ломбардски: Leàt, Леат) е малкло градче и община в Северна Италия, провинция Бергамо, регион Ломбардия. Разположено е на 185 m надморска височина. Населението на общината е 3795 души (към 2017 г.).